# Васьково (Удомельский район)
Васьково — деревня в Удомельском городском округе Тверской области.

## География
Деревня находится в северной части Тверской области на расстоянии приблизительно 21 км на север-северо-восток по прямой от железнодорожного вокзала города Удомля на северо-западном берегу озера Белое.

## История
Деревня известна с 1478 года. Здесь было учтено дворов (хозяйств) 1 (1859 год), 3 (1900), 10 (1911), 15 (1958), 14 (1986), 25 (2000). В советский период истории здесь действовали колхозы «Красная Пчела», им. Калинина, «Мир» и совхоз «Куровский». До 2015 года входила в состав Куровского сельского поселения до упразднения последнего. С 2015 года в составе Удомельского городского округа.

## Население
Численность населения: 20 человек (1859 год), 17 (1900), 67 (1911), 43(1958), 39 (1986), 65 (русские 88 %) в 2002 году, 60 в 2010.